# Hybanthus brevicaulis
Hybanthus brevicaulis là một loài thực vật có hoa trong họ Hoa tím. Loài này được (Mart.) Baill. mô tả khoa học đầu tiên năm 1884.